# أجمليسين
أجمليسين (بالإنجليزية: Ajmalicine)‏ أو راوباسين أو غاما-يوهمبين هو دواء خافض لضغط الدم يستخدم في علاج فرط ضغط الدم.